# Lebiaji Ostrov
Lebiaji Ostrov - Лебяжий Остров (rus) és un possiólok del krai de Krasnodar, a Rússia. Es troba al liman Lebiaji del riu Beissug, a 12 km al nord-oest de Briukhovétskaia i a 93 km al nord de Krasnodar, la capital.
Pertany al municipi de Txepíguinskaia.